# Jaro Springer
Jaro Springer, vollständig Jaroslav Sulpiz Adolf Springer, (* 8. November 1856 in Prag; † 13. August 1915 bei Nowogeorgiewsk) war ein deutscher Kunsthistoriker.

## Leben
Jaro Springer, Sohn des Kunsthistorikers Anton Springer (1825–1891), besuchte das Nicolaigymnasium in Leipzig. Anschließend studierte er Geschichte und Kunstgeschichte in Leipzig und Straßburg, 1882 wurde er in Leipzig promoviert. 1885 wurde er Assistent, 1909 Kustos am Kupferstichkabinett Berlin. Springer diente in der sächsischen Armee und war zuletzt Hauptmann der Reserve. Nach Ausbruch des Ersten Weltkrieges wurde er reaktiviert und der neuaufgestellten Landwehr-Brigade Graf von Pfeil unter dem Generalleutnant Traugott von Pfeil zugeteilt. Er fiel am 13. August 1915 während der Belagerung von Nowogeorgiewsk.
Setzte er sich anfangs auch für moderne Künstler seiner Zeit ein, wie etwa Max Klinger und Max Liebermann, so beschäftigte er sich später ganz mit der älteren Kunstgeschichte.

## Veröffentlichungen (Auswahl)
- Beiträge zur Geschichte des Wormser Reichstages 1544 und 1545. Dissertation Leipzig 1882 (archive.org).
- (Hrsg.): Das radirte Werk des Adriæn van Ostade in Nachbildungen. Fisher & Franke, Berlin, 1898 (archive.org).
- Sebastian Brants Bildnisse (= Studien zur deutschen Kunstgeschichte. 87). Heitz, Straßburg 1907 (archive.org).
- (Hrsg.): Albrecht Dürer Kupferstiche. Holbein-Verlag, München 1920.